# 海里奇鎮區 (密蘇里州傑佛遜縣)
海里奇鎮區（英語：High Ridge Township）是位於美國密蘇里州傑佛遜縣的一個行政鎮區。

## 地方資料
海里奇鎮區的面積為95.77平方千米，當中陸地面積為95.00平方千米，而水域面積為0.77平方千米。根據2020年美國人口普查的數據，當地共有人口19152人，而人口密度為每平方千米199.98人。